# 엘런 윌리스

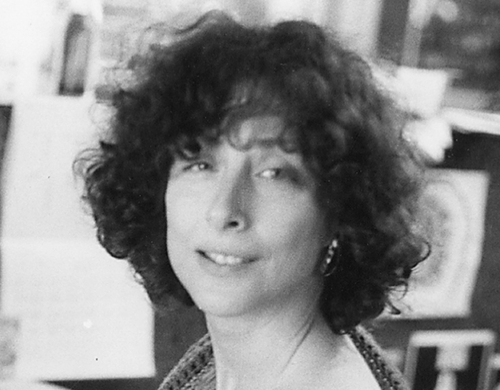
1970년대 후반의 엘런 윌리스.

엘런 제인 윌리스(영어: Ellen Jane Willis, 1941년 12월 14일 ~ 2006년 11월 9일)는 미국의 정치 평론가, 저널리스트, 활동가, 여성주의자이다. 2014년 그녀의 에세이 모음집 "Essential Ellen Willis"는 비평으로 내셔널 북 비평가 협회상을 수상했다.
윌리스는 맨해튼에서 유대인 가정에서 태어났고, 뉴욕시의 브롱크스와 퀸스의 자치구에서 자랐다. 그녀의 아버지는 뉴욕 시 경찰국의 경찰관이었다. 윌리스는 바너드 칼리지에서 학부를 다녔고 캘리포니아 대학교 버클리에서 비교문학을 공부했다. 1960년대 후반과 1970년대에 그녀는 뉴요커의 첫 번째 팝 음악 비평가였고, 나중에 다른 사람들 중에서도 빌리지 보이스, 더 네이션, 롤링 스톤, 슬레이트, 살롱, 그리고 그녀가 편집 위원회에 있었던 디셉션에 글을 썼다. 윌리스는 몇 권의 수필집의 저자였다.
사망 당시 윌리는 뉴욕 대학교의 언론학과 교수였으며, 문화 보도 비평 센터의 소장이었다. 2006년 11월 9일 폐암으로 사망하였다. 그녀의 논문은 2008년 하버드 대학교 래드클리프 연구소의 미국 여성사에 관한 아서와 엘리자베스 슐레진저 도서관에 보관되었다.